# Chad Boat

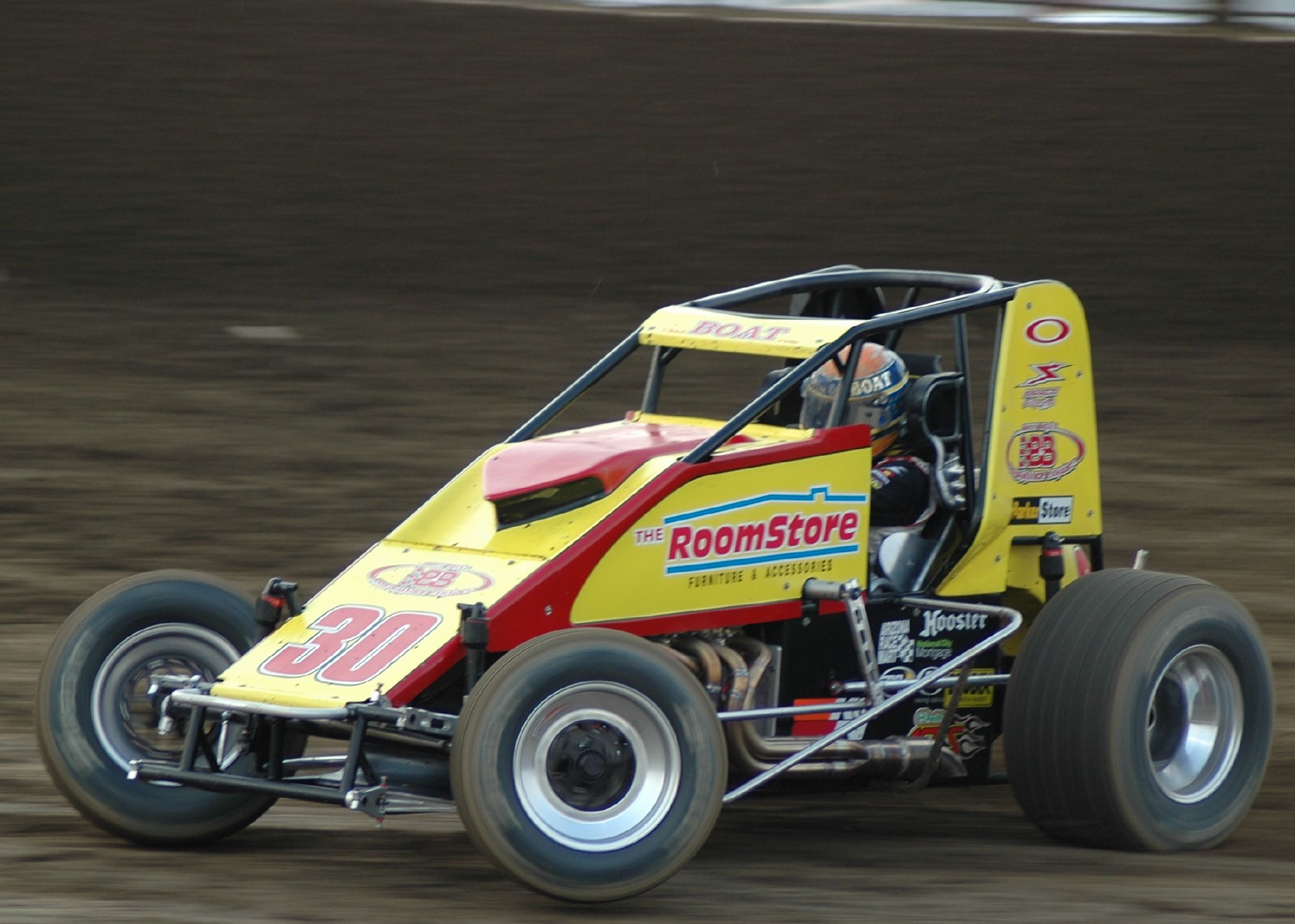
Chad Boat in een midget car in 2007.

Chad Boat (Phoenix, Arizona, 30 april 1992) is een Amerikaans autocoureur. Hij is de zoon van voormalig IndyCar-coureur Billy Boat.

## Carrière

### Midget cars
Boat begon zijn autosportcarrière in de quarter midgets op vijfjarige leeftijd. Toen hij zeven jaar was, won hij het kampioenschap van de staat Arizona en het daaropvolgende jaar won hij de Light Modified- en Light 160-kampioenschappen.

### NASCAR
Nadat hij in meerdere USAC-kampioenschappen uitkwam, stapte Boat in 2010 over naar de NASCAR, waarin hij in zeven K&N Pro Series West-races reed tussen 2010 en 2012 met een vierde plaats op de Iowa Speedway in 2010 als beste klassering. Ook reed hij in negentien races van de K&N Pro Series East met een negende plaats in het Bowman Gray Stadium in 2011 als beste resultaat. Tevens reed hij in tien ARCA Racing Series-evenementen in 2012 en 2013, met twee derde plaatsen in Iowa als beste resultaten.
In 2014 reed Boat in de Nationwide Series, waarin hij voor het familieteam Billy Boat Motorsports ging strijden om de Rookie of the Year-award. Hij eindigde als 29e in het kampioenschap met een 22e plaats in Iowa als zijn beste klassering. In 2015 reed hij respectievelijk drie en vier races in de Xfinity Series (de opvolger van de Nationwide Series) en de Camping World Truck Series voor Billy Boat Motorsports. In de Truck Series werd hij 38e in de eindstand met een negende plaats op de Talladega Superspeedway als zijn beste resultaat, wat tot op heden zijn beste NASCAR-finish is.

### Indy Lights
In 2017 maakte Boat zijn debuut in de Indy Lights voor het team Belardi Auto Racing. Het was de bedoeling dat hij op zowel de Iowa Speedway als op het Gateway Motorsports Park zou rijden, maar door een blessure moest hij de eerste van deze races overslaan. De tweede race wist hij door een crash niet te finishen.